# Alpes-de-Haute-Provence
Pour les articles homonymes, voir AHP.
Les Alpes-de-Haute-Provence (/alp(ə) də ot pʁo.vɑ̃s/), appelées Basses-Alpes jusqu'en 1970, en provençal respectivement Aups-d'Aut-Provenço (prononciation : « Aw d'Awt'-prouvince ») et Bassas-Aups (prononciation : « Basse-Aw »), sont un département français de la région Provence-Alpes-Côte d'Azur. L'Insee et La Poste lui attribuent le code 04. Sa préfecture est Digne-les-Bains.

## Gentilé
Ses habitants se nomment les Bas-Alpins (Bas-Alpines au féminin), en référence au nom de « Basses-Alpes » que portait le département jusqu'au 13 avril 1970.

## Géographie

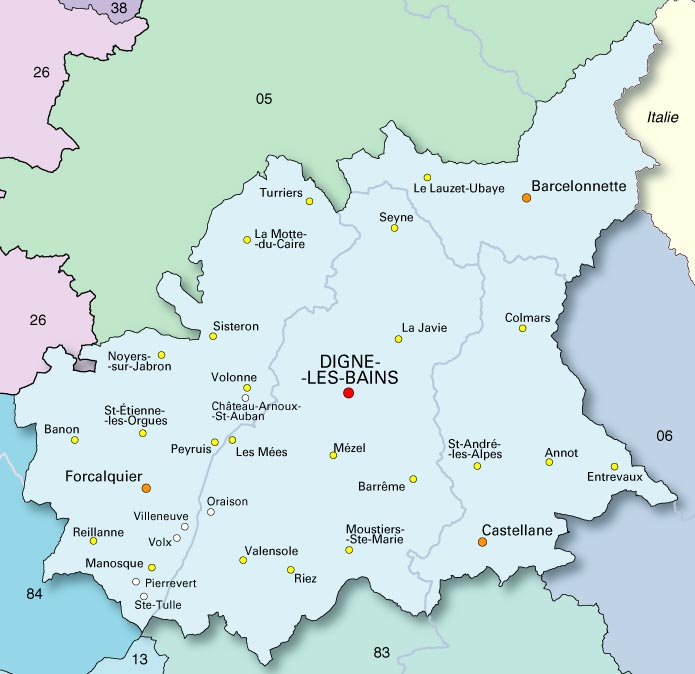
Carte du département.

|                                       | Hautes-Alpes            | Province de Coni ( Italie) |
| Drôme (Auvergne-Rhône-Alpes) Vaucluse | Alpes-de-Haute-Provence | Alpes-Maritimes            |
|                                       | Bouches-du-Rhône Var    |                            |

Avec une superficie de 6 925 km2, le département occupe la dix-septième place des plus grands départements.
Limitrophe de l'Italie, le département des Alpes-de-Haute-Provence est entouré par les départements des Alpes-Maritimes, du Var, du Vaucluse, de la Drôme et des Hautes-Alpes, ainsi que des Bouches-du-Rhône sur 100km. Il peut être divisé en trois zones en fonction du relief, du climat, du peuplement et de l'économie :
- les plateaux, collines et vallées de Haute-Provence, qui regroupent un tiers de la surface mais deux tiers de la population, la quasi-totalité de l'activité économique en dehors du tourisme de montagne et les villes les plus importantes du département. La vallée de la Durance, artère du département, coupe cette zone en deux moitiés ;
- les Préalpes, zone de montagne intermédiaire aux vallées encaissées et aux villages très enclavés ;
- les Grandes Alpes, qui regroupent là les vallées de l'Ubaye, de la Blanche et du haut Verdon (en amont de Colmars-les-Alpes), où l'économie s'est reconstruite autour du tourisme de montagne (stations de ski). En Haute-Ubaye, les sommets dépassent 3 000 m d'altitude et tous les cols avoisinent ou dépassent les 2 000 m d'altitude. Dans cette partie du département se trouve une des routes les plus élevées d'Europe : la route départementale D 64 atteint l'altitude de 2 802 m au-dessus du col de la Bonette (2 715 m) et relie le pays de Barcelonnette à la Tinée et à la Vésubie. L'Aiguille de Chambeyron, au Nord-Est, est le point culminant du département avec 3 412 m d'altitude.

Le relief compartimente la région : les vallées encaissées sont difficiles d'accès, divisant le pays en autant de terroirs ne communiquant que très peu avec l’extérieur. En 1877, 55 communes n’avaient pour seul accès que des sentiers ou des chemins muletiers.
L'aléa sismique est modéré (zone 3) à moyen (zone 4), différentes failles comme celle de la Durance étant situées dans le département.
Les villes de plus de 5 000 habitants sont Manosque, Digne-les-Bains, Sisteron, Oraison, Forcalquier et Château-Arnoux-Saint-Auban.

### Environnement
Les prairies du département sont envahies par Xeropicta derbentina, un petit escargot blanc originaire des steppes allant du Caucase à la Croatie, qui monte par groupes sur les herbes. Généralement, il ne cause pas de dommages à la flore, mais il peut introduire des parasites dans les poumons des moutons.

Paysages des Alpes-de-Haute-Provence :
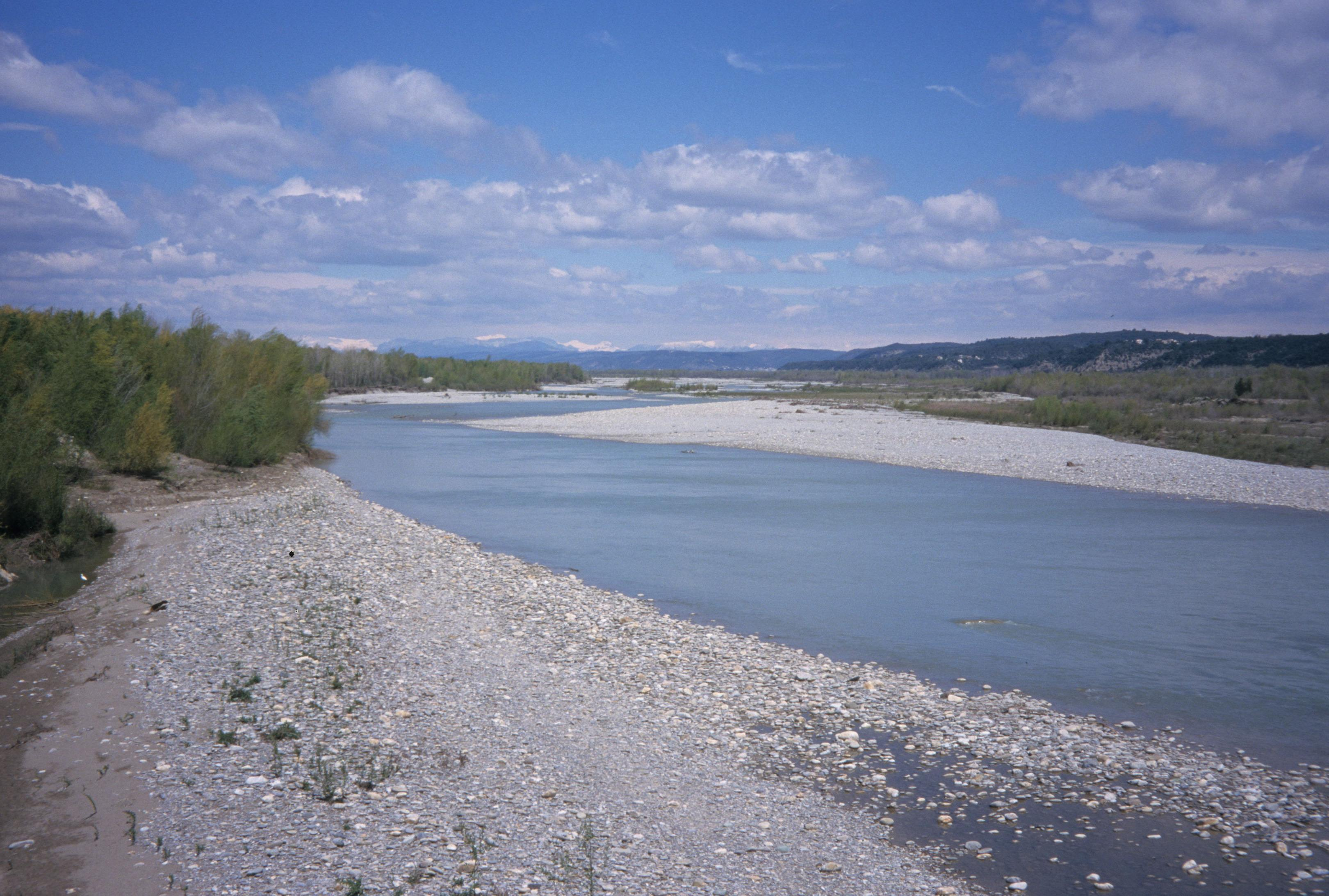
La Durance vers Manosque, dans le Sud-Ouest.
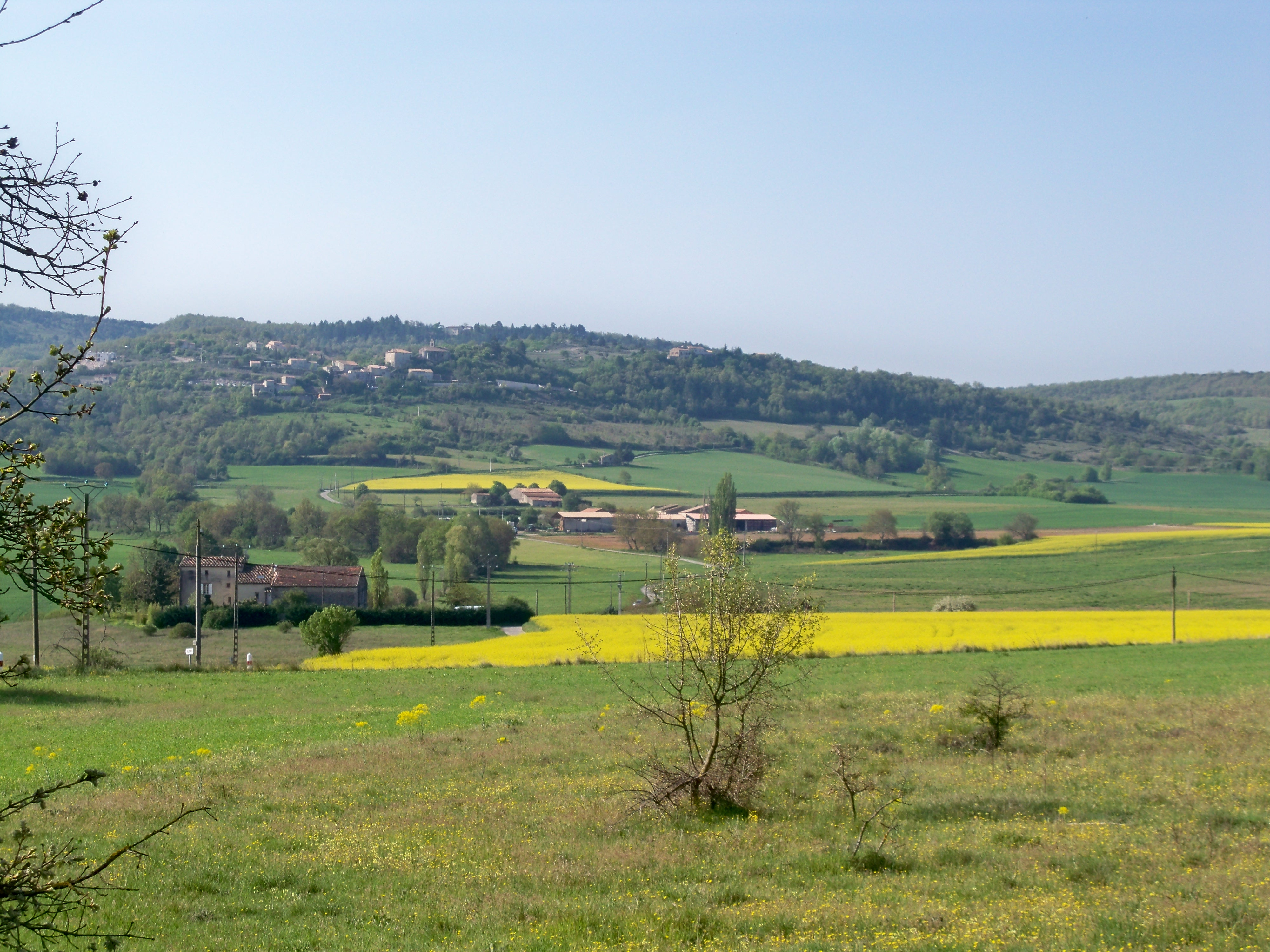
Plaine au pied de Villemus, dans le Sud-Ouest.
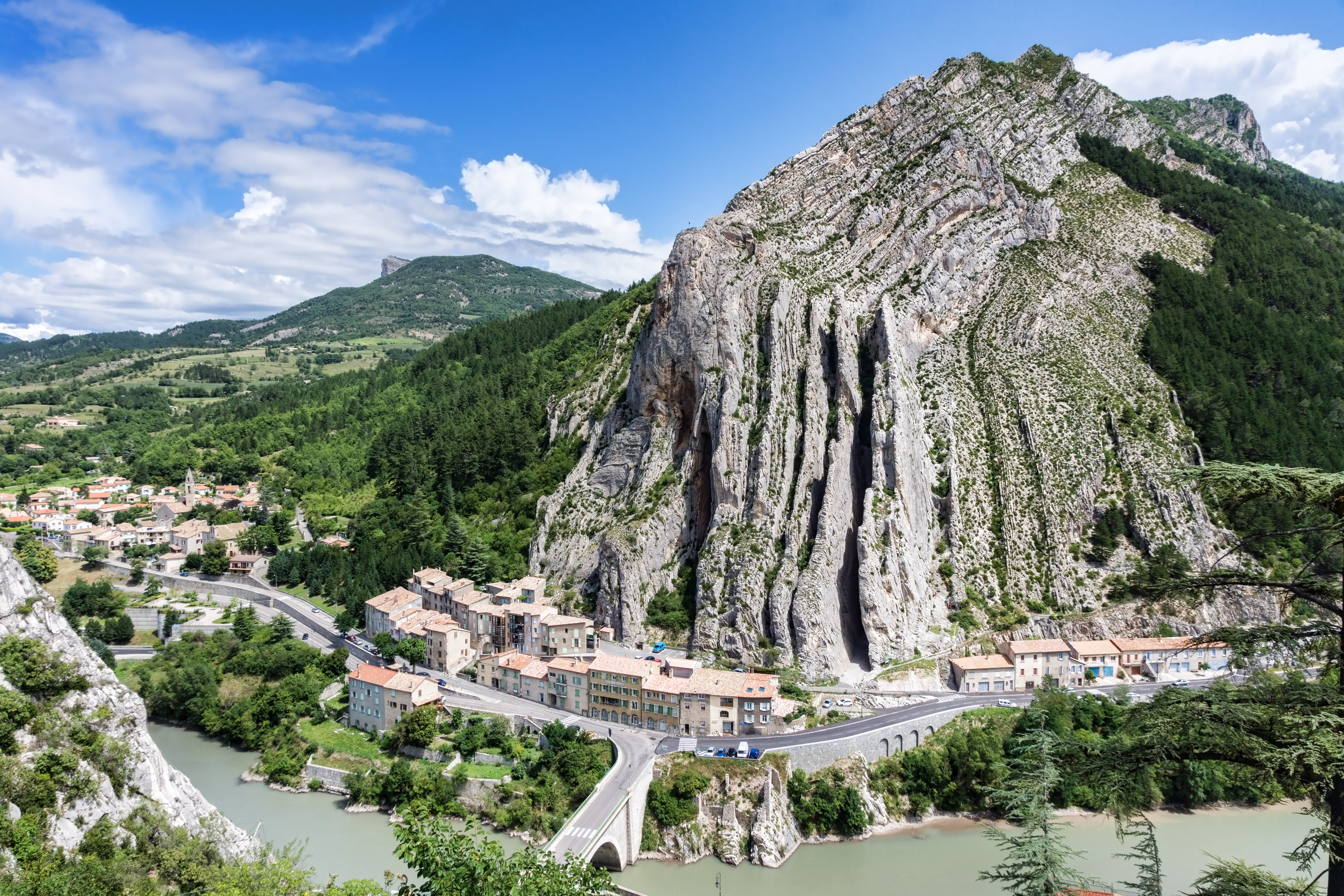
Le rocher de la Baume (Sisteron), dans l'Ouest.
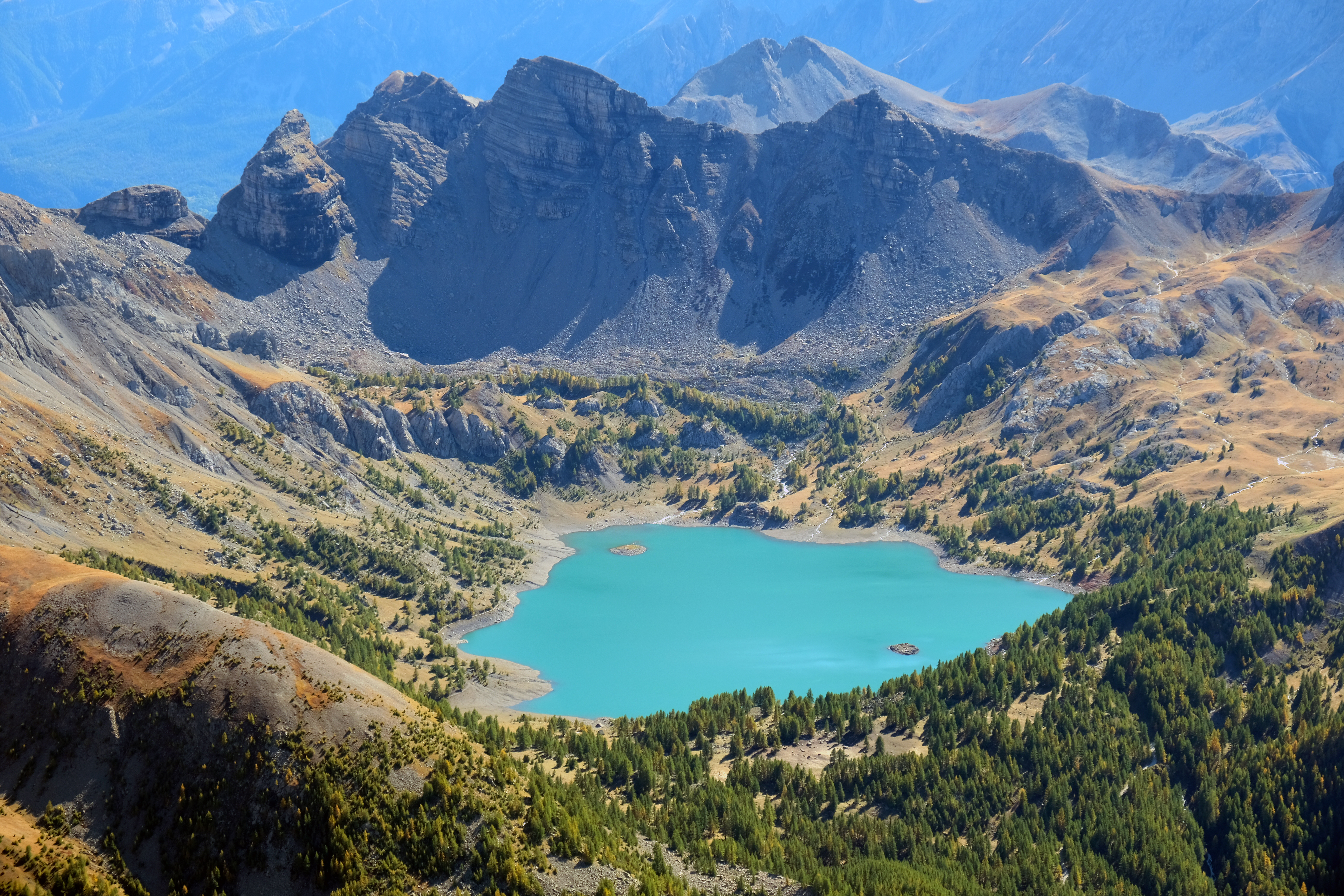
Le lac d'Allos, dans l'Est.

### Hydrologie

Hydrologie et topographie.

La rivière principale est la Durance, qui s'écoule dans la moitié occidentale du département. C'est dans cette vallée qu'on trouve les axes de circulation les plus importants (autoroute A51, voie ferrée, nationale). La quasi-totalité du département se situe dans le bassin versant de la Durance, à l'exception de l'extrême Sud-Est (cantons d'Annot et Entrevaux) drainé par le Var. Ses principaux affluents dans le département sont l'Ubaye, la Bléone, l'Asse et le Verdon pour la rive gauche, le Buëch, le Jabron et le Largue pour la rive droite.
La Durance et ses affluents ont un caractère torrentiel, avec une transition entre le régime nival des plus hautes vallées et le régime pluvial méditerranéen en moyenne montagne et plus bas. Les étiages estivaux sont sévères et les crues violentes surviennent lorsque de fortes précipitations s'abattent, souvent en automne. La Durance, le Verdon, la Bléone puis le Buëch ont été aménagés au XXe siècle avec la construction de plusieurs barrages, dont celui de Serre-Ponçon, à cheval sur la limite avec le département voisin des Hautes-Alpes, et la déviation d'une partie des cours d'eau pour l'irrigation et la production d'électricité.

### Climatologie
Le climat des Alpes-de-Haute-Provence est un climat méditerranéen dégradé par l'altitude et la latitude. De fait, si dans les basses vallées et plateaux de Haute-Provence règne un climat méditerranéen d'arrière-pays, plus contrasté que sur la côte, celui de la vallée de l'Ubaye est caractéristique des Alpes internes, avec une continentalité assez marquée : les hivers y sont très rigoureux et les étés orageux. Entre les deux, les deux influences se mélangent dans la zone des Préalpes. Les caractéristiques des deux tendances climatiques se retrouvent dans tout le département avec plus ou moins d'intensité :
- un air sec et très peu de brouillard (moins de vingt jours par an) ;
- des précipitations peu fréquentes (moins de quatre-vingt-dix jours par an) et brutales (cumuls annuels de 650 à 1 500 mm) ;
- des orages fréquents en montagne l'été ;
- un excellent ensoleillement en toute saison (2 550 à 2 850 heures par an) ;
- des amplitudes thermiques élevées, diurnes (plus de 10 °C) et annuelles (18 °C) ;
- des hivers frais et lumineux ;
- des étés très chauds à peine tempérés par l'altitude.

De ce fait, la Haute-Provence est très intéressante pour tous les astronomes européens à la recherche d'un ciel nocturne souvent dégagé et épargné par la pollution lumineuse. De nombreux observatoires amateurs ont été construits, et l'observatoire de Haute-Provence, un des plus grands observatoires d'Europe continentale, est un centre de recherche en astronomie très actif.

## Démographie
Victime de l'exode rural jusqu'au milieu du XXe siècle, le département des Alpes-de-Haute-Provence a vu sa population augmenter depuis 50 ans, même si la population d'aujourd'hui se concentre dans les zones les moins enclavées et ne cultive plus la terre.

### Un peuplement peu dense et très inégal
Le département des Alpes-de-Haute-Provence est l'un des moins densément peuplés de France avec 24,1 hab./km2. La population se concentre essentiellement dans les vallées de la Durance, de la Bléone (jusqu'à Digne) et sur les plateaux proches. Le reste du département est très peu peuplé (moins de 10 hab./km2 sur la majeure partie du territoire).
La moitié des communes a moins de deux cents habitants, dix-sept communes en ont moins de cinquante, et de nombreux hameaux ont été abandonnés. Les villes sont petites : seules 23 communes sont considérées comme urbaines par l'INSEE et seules trois agglomérations, celles de Sisteron, Digne-les-Bains et Manosque, dépassent les 7 500 habitants. Les arrondissements de Barcelonnette et de Castellane sont les deux arrondissements les moins peuplés de France. Celui de Barcelonette est le seul de France avec moins de 10 000 habitants. La ville de Castellane est également la plus petite sous-préfecture de France.
Parmi les trente cantons du département, 11 ont une population résidente inférieure à 2 000 habitants et six autres une population comprise entre 2 000 et 3 000 habitants. Seuls six cantons comptent une population supérieure à 10 000 habitants : Digne Ouest, Forcalquier, Manosque Nord, Manosque Sud Ouest, Sisteron et Volonne.

### Communes

#### Communes les plus peuplées
| Nom                        | Code Insee | Intercommunalité                          | Superficie (km2) | Population (dernière pop. légale) | Densité (hab./km2) | Modifier                                    |
| -------------------------- | ---------- | ----------------------------------------- | ---------------- | --------------------------------- | ------------------ | ------------------------------------------- |
| Manosque                   | 04112      | CA Durance-Luberon-Verdon Agglomération   | 56,73            | 22 807 (2022)                     | 402                | modifier les données · modifier les données |
| Digne-les-Bains            | 04070      | CA Provence-Alpes Agglomération           | 117,07           | 17 694 (2022)                     | 151                | modifier les données · modifier les données |
| Sisteron                   | 04209      | CC du Sisteronais Buëch                   | 50,25            | 7 776 (2022)                      | 155                | modifier les données · modifier les données |
| Oraison                    | 04143      | CA Durance-Luberon-Verdon Agglomération   | 38,42            | 6 042 (2022)                      | 157                | modifier les données · modifier les données |
| Forcalquier                | 04088      | CC Pays de Forcalquier - Montagne de Lure | 42,76            | 5 142 (2022)                      | 120                | modifier les données · modifier les données |
| Château-Arnoux-Saint-Auban | 04049      | CA Provence-Alpes Agglomération           | 18,34            | 5 095 (2022)                      | 278                | modifier les données · modifier les données |
| Villeneuve                 | 04242      | CA Durance-Luberon-Verdon Agglomération   | 25,55            | 4 386 (2022)                      | 172                | modifier les données · modifier les données |
| Les Mées                   | 04116      | CA Provence-Alpes Agglomération           | 65,40            | 3 992 (2022)                      | 61                 | modifier les données · modifier les données |
| Pierrevert                 | 04152      | CA Durance-Luberon-Verdon Agglomération   | 27,90            | 3 943 (2022)                      | 141                | modifier les données · modifier les données |
| Sainte-Tulle               | 04197      | CA Durance-Luberon-Verdon Agglomération   | 17,07            | 3 530 (2022)                      | 207                | modifier les données · modifier les données |
| Volx                       | 04245      | CA Durance-Luberon-Verdon Agglomération   | 19,52            | 3 227 (2022)                      | 165                | modifier les données · modifier les données |
| Valensole                  | 04230      | CA Durance-Luberon-Verdon Agglomération   | 127,77           | 3 151 (2022)                      | 25                 | modifier les données · modifier les données |
| Gréoux-les-Bains           | 04094      | CA Durance-Luberon-Verdon Agglomération   | 69,46            | 3 088 (2022)                      | 44                 | modifier les données · modifier les données |
| Peyruis                    | 04149      | CA Provence-Alpes Agglomération           | 23,23            | 2 796 (2022)                      | 120                | modifier les données · modifier les données |
| Barcelonnette              | 04019      | CC Vallée de l'Ubaye Serre-Ponçon         | 16,42            | 2 528 (2022)                      | 154                | modifier les données · modifier les données |

#### Communes de moins de 20 habitants
| Nom                    | Code Insee | Intercommunalité                | Superficie (km2) | Population (dernière pop. légale) | Densité (hab./km2) | Modifier                                    |
| ---------------------- | ---------- | ------------------------------- | ---------------- | --------------------------------- | ------------------ | ------------------------------------------- |
| Majastres              | 04107      | CA Provence-Alpes Agglomération | 29,85            | 5 (2022)                          | 0,17               | modifier les données · modifier les données |
| Saint-Martin-lès-Seyne | 04191      | CA Provence-Alpes Agglomération | 12,27            | 9 (2022)                          | 0,73               | modifier les données · modifier les données |
| Archail                | 04009      | CA Provence-Alpes Agglomération | 12,99            | 14 (2022)                         | 1,1                | modifier les données · modifier les données |

### Population bas-alpine par arrondissement
| Nom                               | Code Insee | Superficie (km2) | Population (dernière pop. légale) | Densité (hab./km2) | Modifier             |
| --------------------------------- | ---------- | ---------------- | --------------------------------- | ------------------ | -------------------- |
| Arrondissement de Barcelonnette   | 041        | 1 027,70         | 7 715 (2022)                      | 7,5                | modifier les données |
| Arrondissement de Castellane      | 042        | 1 718,10         | 11 417 (2022)                     | 6,6                | modifier les données |
| Arrondissement de Digne-les-Bains | 043        | 1 574,00         | 48 726 (2022)                     | 31                 | modifier les données |
| Arrondissement de Forcalquier     | 044        | 2 605,40         | 99 321 (2022)                     | 38                 | modifier les données |
| Alpes-de-Haute-Provence           | 04         | 6 925,00         | 167 179 (2022)                    | 24                 | modifier les données |

### Unités urbaines
Selon le découpage effectué en 2010 par l'INSEE, les Alpes-de-Haute-Provence comptaient onze unités urbaines, triées ici selon leur population en 2012 :
1. Manosque : 30 215 habitants (quatre communes)
2. Digne-les-Bains : 17 616 habitants (quatre communes)
3. Sisteron : 7 360 habitants (une commune)
4. Château-Arnoux-Saint-Auban : 7 227 habitants (trois communes)
5. Forcalquier : 6 161 habitants (deux communes)
6. Oraison : 6 625 habitants (deux communes)
7. Villeneuve : 3 713 habitants (une commune)
8. Les Mées : 3 548 habitants (une commune)
9. Barcelonnette : 3 355 habitants (deux communes)
10. Volx : 3 090 habitants (une commune)
11. Peyruis : 2 767 habitants (une commune)
12. Gréoux-les-Bains : 2 589 habitants (une commune)

### Aires urbaines
Selon le découpage effectué en 2010 par l'INSEE, les Alpes-de-haute-Provence comptent sept aires urbaines. Cinq communes du département appartiennent aux aires urbaines de Gap (3) et Nice (2).
| Rang | Nom de l'aire urbaine      | Population municipale (2012) | Nombre de communes |
| ---- | -------------------------- | ---------------------------- | ------------------ |
| 1    | Manosque                   | 37 332                       | 8                  |
| 2    | Digne-les-Bains            | 25 702                       | 23                 |
| 3    | Sisteron                   | 7 593                        | 2                  |
| 4    | Château-Arnoux-Saint-Auban | 7 227                        | 4                  |
| 5    | Oraison                    | 6 625                        | 2                  |
| 6    | Forcalquier                | 6 293                        | 3                  |
| 7    | Barcelonnette              | 4 031                        | 4                  |

### Histoire
La population était autrefois répartie assez régulièrement sur le territoire, y compris dans les zones montagneuses où l'agriculture de montagne était bien développée. Mais dès le milieu du XIXe siècle, elle commença à diminuer en raison d'un fort exode rural. De plus de 150 000 habitants en 1850, elle tomba à moins de 100 000 après la Première Guerre mondiale. Il fallut ensuite attendre 1960 pour que la tendance revienne à la hausse, assez fortement d'ailleurs, passant de moins de 90 000 habitants en 1954 à près de 140 000 en 1999 et 153 000 en 2005. Cependant, si ce chiffre se rapproche du nombre d'habitants qu'avait le département 150 ans plus tôt, la répartition et l'activité de la population sont très différentes. La population se concentre à présent dans la vallée de la Durance et le Sud-Ouest du département, et l'agriculture emploie bien moins qu'avant. Le tertiaire, essentiellement le tourisme et les services de proximité, est à présent le principal secteur d'activité.
En 2016 elle compte 162 565 habitants et une densité de 23,5 hab./km2.
Le département ne s’est jamais vraiment industrialisé ; il comptait 27 petites mines en 1870 (une de plomb, quatre de schistes bitumineux, et 22 de lignite).
En 2022, le département comptait 167 179 habitants, en évolution de +2,84 % par rapport à 2016 (France hors Mayotte : +2,11 %).
| 1791    | 1801    | 1806    | 1821    | 1826    | 1831    | 1836    | 1841    | 1846    |
| ------- | ------- | ------- | ------- | ------- | ------- | ------- | ------- | ------- |
| 168 937 | 133 966 | 145 115 | 149 310 | 153 063 | 155 896 | 159 045 | 156 055 | 156 675 |

| 1851    | 1856    | 1861    | 1866    | 1872    | 1876    | 1881    | 1886    | 1891    |
| ------- | ------- | ------- | ------- | ------- | ------- | ------- | ------- | ------- |
| 152 070 | 149 670 | 146 368 | 143 000 | 139 332 | 136 166 | 131 918 | 129 494 | 124 285 |

| 1896    | 1901    | 1906    | 1911    | 1921   | 1926   | 1931   | 1936   | 1946   |
| ------- | ------- | ------- | ------- | ------ | ------ | ------ | ------ | ------ |
| 118 142 | 115 021 | 113 126 | 107 232 | 91 882 | 88 347 | 87 893 | 85 090 | 83 354 |

| 1954   | 1962   | 1968    | 1975    | 1982    | 1990    | 1999    | 2006    | 2011    |
| ------ | ------ | ------- | ------- | ------- | ------- | ------- | ------- | ------- |
| 84 335 | 91 843 | 104 813 | 112 178 | 119 068 | 130 883 | 139 561 | 154 501 | 160 959 |

| 2016    | 2021    | 2022    | - | - | - | - | - | - |
| ------- | ------- | ------- | - | - | - | - | - | - |
| 162 565 | 166 077 | 167 179 | - | - | - | - | - | - |

### Pyramide des âges
| Hommes | Classe d’âge | Femmes |
| ------ | ------------ | ------ |
| 1      | 90 ou +      | 2,5    |
| 9,9    | 75-89 ans    | 12,2   |
| 21,3   | 60-74 ans    | 21,4   |
| 20,9   | 45-59 ans    | 21     |
| 16,1   | 30-44 ans    | 16,1   |
| 14,3   | 15-29 ans    | 12,2   |
| 16,5   | 0-14 ans     | 14,6   |

| Hommes | Classe d’âge | Femmes |
| ------ | ------------ | ------ |
| 0,9    | 90 ou +      | 2,2    |
| 8,7    | 75-89 ans    | 11,1   |
| 17,8   | 60-74 ans    | 18,8   |
| 20,1   | 45-59 ans    | 19,8   |
| 18,1   | 30-44 ans    | 17,7   |
| 16,9   | 15-29 ans    | 15,1   |
| 17,6   | 0-14 ans     | 15,3   |

### Un département de villégiature
Selon le recensement général de la population, 32,8 % des logements disponibles dans le département sont des résidences secondaires. Le tableau ci-dessous indique les principales communes des Alpes-de-Haute-Provence dont les résidences secondaires et occasionnelles dépassent 10 % des logements totaux en 2008.
| Ville                    | Population municipale | Nombre de logements | Résidences secondaires | % résidences secondaires |
| ------------------------ | --------------------- | ------------------- | ---------------------- | ------------------------ |
| Allos                    | 695                   | 5 164               | 4 772                  | 92,41 %                  |
| Uvernet-Fours (Pra Loup) | 637                   | 3 750               | 3 449                  | 91,99 %                  |
| Enchastrayes (Le Sauze)  | 427                   | 2 066               | 1 856                  | 89,83 %                  |
| Saint-Julien-d'Asse      | 155                   | 408                 | 329                    | 80,62 %                  |
| Montclar                 | 458                   | 1 074               | 844                    | 78,57 %                  |
| Le Vernet                | 126                   | 291                 | 227                    | 77,86 %                  |
| Villars-Colmars          | 238                   | 553                 | 429                    | 77,59 %                  |
| Beauvezer                | 346                   | 724                 | 544                    | 75,17 %                  |
| Thorame-Basse            | 202                   | 415                 | 307                    | 73,95 %                  |
| Selonnet                 | 430                   | 700                 | 507                    | 72,43 %                  |
| Colmars (les Alpes)      | 384                   | 717                 | 504                    | 70,33 %                  |
| Thorame-Haute            | 228                   | 463                 | 319                    | 68,90 %                  |
| Gréoux-les-Bains         | 2 476                 | 3 962               | 2 712                  | 68,45 %                  |
| Saint-Paul-sur-Ubaye     | 228                   | 327                 | 215                    | 65,75 %                  |
| Méolans-Revel            | 330                   | 475                 | 308                    | 64,94 %                  |
| Esparron-de-Verdon       | 430                   | 562                 | 328                    | 58,28 %                  |
| Jausiers                 | 1 068                 | 1 154               | 660                    | 57,19 %                  |
| Seyne (les Alpes)        | 1 431                 | 1 647               | 927                    | 56,30 %                  |
| Montagnac-Montpezat      | 413                   | 522                 | 288                    | 55,24 %                  |
| Barcelonnette            | 2 735                 | 3 161               | 1 522                  | 48,17 %                  |
| Simiane-la-Rotonde       | 568                   | 488                 | 212                    | 43,38 %                  |
| Castellane               | 1 579                 | 1 457               | 605                    | 41,53 %                  |
| Moustiers-Sainte-Marie   | 710                   | 633                 | 263                    | 41,48 %                  |
| Entrevaux                | 925                   | 733                 | 261                    | 35,66 %                  |
| Saint-André-les-Alpes    | 937                   | 769                 | 258                    | 33,61 %                  |
| Annot                    | 1 028                 | 832                 | 274                    | 32,91 %                  |
| Céreste                  | 1 208                 | 876                 | 287                    | 32,72 %                  |
| Saint-Étienne-les-Orgues | 1 222                 | 984                 | 317                    | 32,22 %                  |
| Reillanne                | 1 479                 | 1 018               | 269                    | 26,40 %                  |
| Banon                    | 1 074                 | 742                 | 190                    | 25,67 %                  |
| Riez                     | 1 760                 | 1 310               | 319                    | 24,39 %                  |
| Valensole                | 2 875                 | 1 764               | 272                    | 15,39 %                  |
| Les Mées                 | 3 591                 | 1 871               | 245                    | 13,12 %                  |
| Forcalquier              | 4 646                 | 2 733               | 326                    | 11,93 %                  |

Sources :
- Source INSEE, chiffres au 01/01/2008.

## Histoire

Carte des Basses-Alpes (1790).

Le département des « Basses-Alpes » est l'un des 83 départements créés à la Révolution française, le 4 mars 1790, en application de la loi du 22 décembre 1789. Il englobe le Nord-Est montagneux de la Provence, et a été amputé du canton de Sault lors de la formation de Vaucluse en 1793, puis du canton de Barcillonnette rattaché aux Hautes-Alpes en 1810.
Le département compte trois Poilus fusillés pour l'exemple, dont deux communes ont gravé les noms sur leur monument aux morts de la même façon que pour les autres morts de la commune (un à Saint-Michel et l'autre à Méolans-Revel, dont le nom figure également sur le monument de Barcelonnette), celle de Forcalquier s'en étant abstenu. En 2013, le conseil général a officiellement demandé leur réhabilitation.
Le département des Basses-Alpes est occupé par l’Italie fasciste de novembre 1942 à septembre 1943.
Le 13 avril 1970, son nom est changé en « Alpes-de-Haute-Provence ».
Voici un extrait peu flatteur de l'article « Basses-Alpes » de l'Atlas Larousse publié au début du siècle dernier : « Semées de rochers blanchâtres sortant, comme des ossements, d’un mince sol végétal où languissent des buissons, quelques fleurs de montagne et des arbres rabougris…, ces montagnes forment presque partout un effrayant désert qui n’aura bientôt plus d’habitants : c’est le Sahara sans le soleil de l’Afrique, avec les neiges de la Sibérie. » (P. Joanne). Sur ce sol élevé que le déboisement et les inondations qui en sont la conséquence ont frustré de sa terre nourricière, l’agriculture est des plus misérables. On n’y récolte qu’un peu de blé, du vin en petite quantité, mais bon, et des truffes en assez grand nombre. Dans la partie méridionale, qui bénéficie du climat de la Provence, apparaissent les oliviers, mûriers et orangers ; les plantes aromatiques y abondent, et on compte 250 000 ruches d’abeilles. Manosque doit à sa situation dans cette région privilégiée d’être de beaucoup la seconde ville du département (avec 5 500 habitants). On trouve près de Manosque des mines de lignite et de gypse. Mais, malgré un commerce assez actif d’huiles, de vins et de soies grèges, ce département est aussi l’un des moins peuplés." (Atlas Larousse Illustré, Imprimerie Larousse, Paris, vers 1900).

## Politique et administration
Le département présente une tradition électorale marquée à gauche ancienne. On peut évoquer les solides traditions républicaines, comme le nombre de sociétés populaires pendant la Révolution française, ou la résistance au coup d’État de Napoléon III en 1851. La tradition de gauche s'est aussi manifestée dans le monde rural, puisque l'ensemble des cantons consacrés à l'agriculture ont, très tôt, manifesté une inclination à voter pour des candidats républicains. L’installation de la grande usine chimique de Saint-Auban a aussi eu un effet favorable sur le vote à gauche (cf. ci-dessous) et a constitué le terreau de l'organisation politique de la gauche et du mouvement syndical dans le département.[réf. nécessaire] La centrale électrique de Sainte-Tulle a également fourni de nombreux militants aux organisations de gauche.
Exceptions dans le département : les secteurs alpins de Barcelonnette et de la haute vallée du Verdon, territoires d'émigration mais aussi lieu de garnison des chasseurs alpins pour le premier. Ces secteurs, profondément catholiques, ont longtemps opté pour des élus conservateurs dont l'un des plus connus est l'ancien ministre de la IIIe République, Paul Reynaud. Une définition des choix politiques de la population départementale est souvent ainsi traduite : plus l'altitude s'élève, plus le suffrage populaire penche à droite…
Depuis la fin de la Première Guerre mondiale, le département est le plus souvent représenté, tant au Sénat qu'à l'Assemblée nationale, par des élus issus soit du PCF, soit, surtout, du courant socialiste, par la SFIO puis le PS, ou par le courant radical.
Haut-lieu de la Résistance durant la Seconde Guerre mondiale, à la Libération, le département a marqué profondément son ancrage à gauche qui n'a pas vraiment été mis en question depuis. Une évolution, peut-être temporaire, a toutefois été constatée en 2007, puisque, pour la première fois dans l'histoire politique locale, un député de droite élu lors du précédent scrutin (en 2002) a été réélu à l'Assemblée nationale.
L'autre siège est occupé par le président du conseil général, Jean-Louis Bianco, ancien ministre de François Mitterrand.
Au Sénat, le département est représenté par Jean-Yves Roux depuis le 28 septembre 2014. Il succède à Claude Domeizel, ancien maire socialiste de Volx.
François Mitterrand a obtenu la majorité des suffrages des habitants du département en 1974, comme en 1981 et 1988, dépassant dans les deux derniers cas la barre des 53 % des voix. En 1995, Jacques Chirac est parvenu en tête au second tour de l'élection présidentielle avec un score légèrement supérieur à 52 %, quoique inférieur à son score national. En 2002, c'est Jean-Marie Le Pen qui est arrivé en tête au premier tour. Enfin, en 2007, c'est Nicolas Sarkozy qui est parvenu en tête au premier tour, avec près de 30 % des voix et 53,2 % au second tour.
Sur les référendums européens, le département a voté Non lors de la consultation sur le traité de Maastricht à 51,6 % (majorité de 2 238 voix) et Non lors de la consultation sur le Traité constitutionnel européen à 60,3 % (majorité de 16 575 voix).

### Parlementaires des Alpes-de-Haute-Provence
Pour la XVIe législature de la Ve République (2022-2027), les députés suivants ont été élus dans les Alpes-de-Haute-Provence :
| Circonscription     | Identité         | Parti | À partir du  | Jusqu'au | Note |
| ------------------- | ---------------- | ----- | ------------ | -------- | ---- |
| 1re circonscription | Christian Girard | RN    | 22 juin 2022 | En cours |      |
| 2e circonscription  | Léo Walter       | LFI   | 22 juin 2022 | En cours |      |

Le département des Alpes-de-Haute-Provence est représenté par un sénateur, en la personne de Jean-Yves Roux, membre du groupe PS, et élu pour la mandature 2014-2020.

### Conseillers régionaux des Alpes-de-Haute-Provence
Le département des Alpes-de-Haute-Provence envoie 4 conseillers régionaux sur les 123 que compte le conseil régional de Provence-Alpes-Côte d'Azur.

### Conseil départemental des Alpes-de-Haute-Provence

Conseil départemental des Alpes-de-Haute-Provence.

Le département est administré par le conseil départemental des Alpes-de-Haute-Provence, comprenant 30 conseillers départementaux, répartis sur 15 cantons.
La présidente du conseil départemental des Alpes-de-Haute-Provence, élue le 1er juillet 2021, est Éliane Barreille, élue LR du canton de Riez.
Pour la mandature 2021-2027, la composition du conseil départemental est la suivante :

## Découpage administratif

### État actuel
- Arrondissement de Barcelonnette : 14 communes, 1 canton ;
- Arrondissement de Castellane : 41 communes, 1 canton ;
- Arrondissement de Digne-les-Bains : 16 communes, 6 cantons ;
- Arrondissement de Forcalquier : 97 communes, 9 cantons.

Au total 198 communes et 15 cantons.

### Communes et intercommunalités

#### Anciennes communes et modification du découpage administratif des communes
L'exode rural des XIXe et XXe siècles a eu des conséquences importantes sur la population des communes : certaines ont été presque complètement ou entièrement abandonnées de leurs habitants, ce qui a entraîné la disparition d’une cinquantaine de communes depuis la création du département. Certains villages existent toujours et ont parfois donné leur nom à la nouvelle commune créée lors du rattachement (par exemple La Mure-Argens), d'autres ne sont plus que des tas de pierres (comme Levens sur la commune de Majastres), ne figurant parfois plus sur les cartes (par exemple Bédejun sur la commune de Chaudon-Norante). À sa formation, le département comptait 270 communes (262 après modification des limites du département), il en reste aujourd'hui 199. En dehors des huit communes rattachées, soit aux Hautes-Alpes (les trois communes du canton de Barcillonnette), soit au Vaucluse (le canton de Sault), de nombreuses communes ont disparu.
En 1854, l'état des communes du département était le suivant :
- Arrondissement de Barcelonnette : 20 communes, 4 cantons ;
- Arrondissement de Castellane : 48 communes, 6 cantons ;
- Arrondissement de Digne-les-Bains : 87 communes, 9 cantons ;
- Arrondissement de Forcalquier : 51 communes, 6 cantons ;
- Arrondissement de Sisteron (ancien) : 50 communes, 5 cantons ;

au total 256 communes et 30 cantons.
Cas particuliers de rattachement et modifications des limites communales :
- certaines communes ont choisi un nom sans filiation historique, par exemple Val-de-Chalvagne formée par la fusion de trois communes (Castellet-Saint-Cassien, Montblanc et Villevieille) ;
- certaines communes en ont absorbé un grand nombre d'autres, c'est le cas de Digne, et de Castellane avec sept communes rattachées : Villars-Brandis, Taloire, Éoulx, Taulane, Chasteuil, et Castillon lors de la création du barrage homonyme.

Il faut aussi signaler d'autres cas atypiques :
- rattachement puis séparation : Archail et Draix entre elles, ainsi que Saint-Martin-les-Eaux vis-à-vis de Manosque ;
- rattachement à une commune puis à une autre : Aurent (rattachée à Braux puis à Castellet-lès-Sausses) ;
- une première fusion de deux communes, suivi d'un rattachement à une autre commune : Peyresq avec La Colle-Saint-Michel (sous le nom de Saint-Michel-Peyresq), cette nouvelle entité est ensuite rattachée à Thorame-Haute ;
- communes fusionnées mais non limitrophes : Le Poil rattaché à Senez.

Il existe encore des cas de communes associées depuis 1973 (certaines ont d'ailleurs disparu plus ou moins rapidement au profit d'une « fusion simple »). Un exemple : La Mure-Argens, Argens bénéficiant de ce statut (avec un maire-délégué spécialement pour Argens, une mairie annexe, une section électorale...).

## Économie
Le département présente, de par ses caractéristiques propres (montagne et faible population), un caractère marqué par une relative faiblesse des activités industrielles, et une évolution vers la création d'emplois dans les domaines du commerce et des services.
Ainsi, selon l'enquête sur les besoins de main-d'œuvre des services de l'ASSEDIC, l'essentiel des offres d'emploi est aujourd'hui porté par les professions de l'animation socioculturelle et sportive (1 031 offres recensées sur 4 752 au total dans le département), de l'hôtellerie (968 offres), du nettoyage (438 offres), de la restauration (345 offres).
Toutes ces offres étaient, pour les trois quarts au moins, proposées sur des emplois de caractère saisonnier.
Toutefois, des évolutions sensibles de la situation sociologique du département sont à attendre de l'implantation prochaine, au débouché de la vallée de la Durance, du projet ITER.

### Secteur primaire
Dans les Alpes-de-Haute-Provence, l’agriculture a eu une place très importante dans l'économie, mais la monoculture vivrière a laissé place à une agriculture beaucoup plus spécialisée orientée autour des fruits, légumes, des céréales et de produits à haute valeur ajoutée (miel, parfums et huiles essentielles, cosmétiques, olives, viticulture). Les espèces cultivées sont tempérées, surtout en altitude, et méditerranéennes, surtout à basse altitude. La production est d'une grande variété. Depuis quelques années, une recrudescence de la culture de la lavande est apparue, notamment dans le secteur de Saint-André-les-Alpes et de Digne-les-Bains.
La surface agricole utile s'élevait à 165 809 ha, dont la plus grande partie dévolue aux activités d'élevage sous forme de prairies en herbe pour plus de 96 000 ha.
Selon le recensement agricole de 2000, le département compte 2 947 exploitations agricoles, en baisse de plus de 1 500 exploitations au regard du recensement précédent effectué douze ans auparavant. De fait, la taille moyenne des exploitations s'est accrue, passant de 32 à 56 hectares.[Passage à actualiser]
C'est le secteur de l'arboriculture, notamment le long de la Durance, qui constitue le principal secteur en nombre d’exploitations (829 au total).
Il est suivi du secteur des grandes cultures (céréales notamment) avec 740 exploitations, et du secteur de l'élevage dont, et c'est l'une des spécificités du département, 614 exploitations dévolues à l'élevage d'autres animaux que les bovins. Il s'agit de l'élevage de brebis et de chèvres, notamment pour la production du lait utilisé pour la fabrication du fromage AOC Banon. Les éleveurs bovins ne sont, en 2013, que 38 pour l'ensemble du département. Entre le plateau d'Albion et la montagne de Lure, sur la commune de Saumane, il existe une production de fromage de chèvre du Mont-Ventoux.
Les viticulteurs de Pierrevert ont, pour leur part, obtenu le classement de leur production en appellation d'origine contrôlée. Autres cultures permanentes, la lavande et le lavandin occupent plusieurs milliers d'hectares et fournissent plusieurs milliers d'emplois directs. La lavande, qui bénéficie d'une AOP, est concentrée sur le plateau d'Albion, dont l'altitude convient à la plante et qui offre un relief facile à cultiver en grandes surfaces. Le lavandin, cultivé plus bas, est très présent sur le plateau de Valensole, qui compte la moitié des cinquante distilleries du département. Outre la production d'essences aromatiques, la lavande joue un rôle important dans la production de miel : 60 % de la production départementale est du miel de lavande. Ces cultures ont également motivé la création de l'université européenne des senteurs et saveurs, à Forcalquier, et du Centre régionalisé interprofessionnel d'expérimentation en plantes à parfum, aromatiques et médicinales (Crieppam), à Manosque. Cette culture et les industries qui en dépendent est menacée par une invasion de cicadelle (Hyalesthes obsoletus plus précisément) depuis quelques années.
Le département des Alpes-de-Haute-Provence est un département dont 49,1 % de la superficie est boisée soit 343 691 ha, pour un taux moyen de 39,4 % pour la région Provence–Alpes-Côte d’Azur ; l’ONF gère 186 000 ha Les principales essences exploitées sont le pin sylvestre, le pin noir, le melèze, le chêne pubescent (ou chêne blanc) et le hêtre. Le sapin et l'épicéa sont moins répandus. La canicule de 2003 a entraîné le dépérissement de plusieurs espèces d’arbres, accélérant par conséquent le retour des chênes méditerranéens, des alisiers et du tilleul.

### Industrie
L'industrie constitue un ensemble relativement réduit en termes d'établissements mais comporte par contre plusieurs entreprises relativement importantes.
Le département compte fin 2004, 937 établissements du secteur secondaire dont dix-sept dépassent cinquante salariés.
C'est notamment le cas de l'historique usine de Saint-Auban (usine Arkema, anciennement Elf-Atochem), l'usine Sanofi de Sisteron (au Nord de la ville) et Manosque (usine de l'Occitane). Quelques fabriques plus spécialisées (huile d'olive, parfums, vins) produisent des produits à haute valeur ajoutée.
Fin 2006, selon les données ASSEDIC, l'industrie employait dans le département 4 261 salariés, soit un peu plus de 14 % des effectifs salariés du secteur privé.
Les secteurs de la chimie, avec 1 761 salariés et celui de l'agro-alimentaire avec 1 205 salariés, constituent les deux principaux pôles d'activité.
Le secteur de la chimie comprend les segments de la pharmacie (usine Sanofi, citée plus haut, avec plus de 650 salariés), de la chimie de base (usine Arkema, avec plus de cinq cents salariés) et la cosmétique avec plus de 450 personnes.
Pour autant, l'industrie a perdu près de quatre cents emplois depuis 2001, notamment dans le cadre de la réduction des effectifs chez Arkema, malgré la bonne santé financière du groupe Total, qui en est propriétaire.
Cette situation est appelée à connaître une évolution à la suite de l'implantation d’ITER.
Le secteur du Bâtiment et des travaux publics compte, pour sa part, 1 387 établissements actifs, dont plus de la moitié (758) sont des établissements sans le moindre salarié (artisans établis à leur compte). Fin 2006, ce secteur emploie plus de 3 900 salariés, dont près de 1 500 dans le secteur des travaux publics, particulièrement porté par la réalisation de grandes infrastructures (autoroute A 51 entre autres).

### Tertiaire
Le secteur tertiaire recouvre des réalités extrêmement diverses.
Fin 2006, ce secteur emploie, entre autres, 1 141 salariés dans le domaine des transports, 3 425 dans celui des services aux entreprises et plus de 4 000 dans le domaine des services aux particuliers.
Ces secteurs connaissent une évolution à la hausse de leur activité.
Le flux migratoire positif du département, trouvant souvent son origine dans l'arrivée dans le département de ménages retraités, explique en particulier la progression sensible des effectifs dans les segments de l'accueil des personnes âgées et de l'aide à domicile.
Les activités de services recouvrent un ensemble de 7 322 établissements fin 2004 dont 4 323 (plus de 59 %) ne comptent aucun salarié. Pour autant, c'est ce secteur qui comporte, avec 96 établissements, le plus grand nombre de structures dépassant cinquante salariés.

### Tourisme

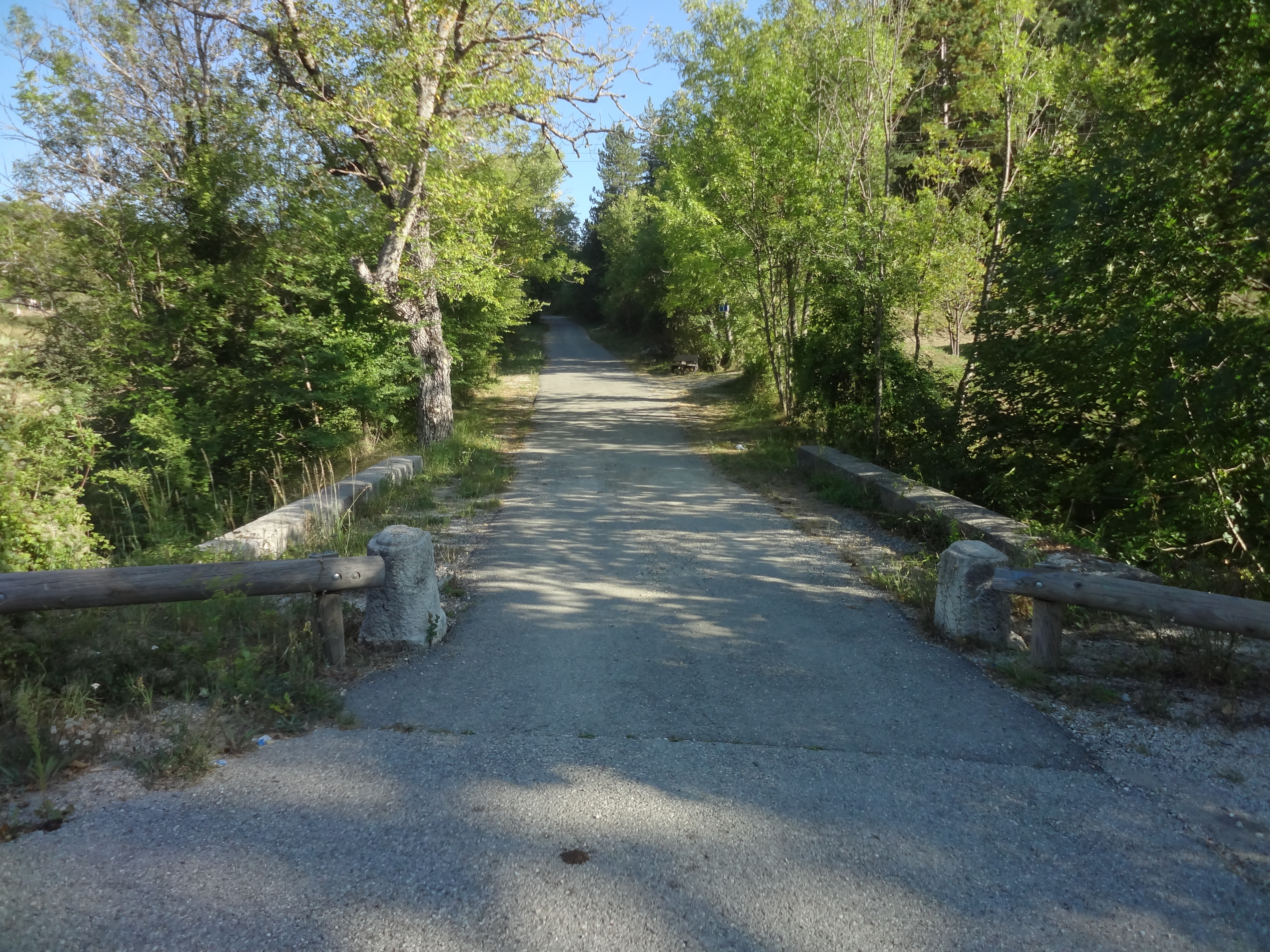
Le pont de la route Napoléon à La Garde.

Le secteur du tourisme est le premier employeur du département avec 16 % des emplois (soit 9 000) et un chiffre d'affaires de 750 millions d'euros. En 2012, le département a accueilli près de 2,4 millions de touristes, pour un total de 13,669 millions de nuitées (en baisse de 3,1 % depuis 2011) et 1,5 million de jours-skieurs.
Après la dépopulation provoquée par l’exode rural, le département a innové en inventant l’agritourisme dans les années 1950, même s’il n’est plus leader en France dans ce domaine. Environ 120 exploitations agricoles proposent une activité touristique (hébergement, restauration ou loisirs) dont 70 labellisées.
Les musées sont aussi un pôle d'attraction : en 2012, ils ont attiré 470 000 visiteurs.

### Commerce
Les activités commerciales ont connu de sensibles évolutions, et comptaient en 2004 2 473 établissements dont 1 396 (plus de 56 %) ne comptent aucun salarié.
Fin 2006, ce secteur emploie cependant 6 478 personnes, au sein de plus d'un millier d'établissements employeurs, effectif employé en hausse sensible depuis 2001, puisqu'il a créé au total 627 emplois supplémentaires (plus de 10 % des effectifs) depuis cette date. Ce nombre de salariés représente près de 22 % des effectifs salariés du secteur privé.
Elles sont marquées par le développement, notamment dans les agglomérations de Manosque et de Digne, de zones commerciales occupées par les grandes enseignes de distribution. Près de 1 600 salariés du secteur sont employés dans ces établissements.

### Autres secteurs
Le secteur des transports compte une soixantaine d'emplois complémentaires mais c'est surtout le secteur des services aux entreprises et celui des services aux particuliers, et singulièrement le secteur de l'activité sanitaire et sociale qui ont connu une croissance spectaculaire et sensible.
Les chiffres sont clairs : le premier a accru sensiblement son importance dans l'économie avec plus d'un millier d'emplois de plus, notamment dans les segments de l'intérim, du gardiennage et de l'entretien, avec près de 850 emplois complémentaires.
Cette situation trouve en grande partie explication dans le fait que les principales entreprises industrielles du département, comme les entreprises du secteur du bâtiment, ont recours au travail intérimaire, en lieu et place d'embauches à temps plein. Il conviendrait de fait de s'interroger sur le rapport entre l'évolution de l'emploi dans les secteurs industriels et celui de l'emploi intérimaire, par exemple. Ainsi, dans le canton de Volonne, où se situe l'usine de Saint-Auban, la réduction des emplois industriels (160 emplois perdus sur le site Arkema) est en partie compensée par l'accroissement de l'emploi intérimaire (cent emplois complémentaires).
De même, sur Manosque, première ville du département en termes d'emploi, et en développement sensible (2 000 emplois de plus en cinq ans), la progression des emplois intérimaires est spectaculaire, atteignant en effet quatre cents postes de travail, ces salariés intervenant entre autres sur le secteur de la cosmétique (L'Occitane), mais aussi dans le secteur du bâtiment et des travaux publics, et dans le champ des activités du commerce de détail, les grandes enseignes de distribution de la ville préférant ce mode de recrutement aux embauches définitives.
Dans le champ des activités sanitaires et sociales, création importante d'emplois aussi avec 760 emplois de plus, portant à 13 % la part des salariés du secteur au regard du total de l'emploi privé.
Cette progression provient notamment des activités d'accueil et d'hébergement avec près d'un millier de salariés, en hausse de 150 emplois environ depuis 2001 tandis que le secteur de l'aide à domicile emploie désormais 741 salariés au lieu de 457 cinq ans plus tôt.
Avec près de mille postes de travail, l'emploi associatif est aussi très présent dans le département.

## Culture
Le département est labellisé Terre de Jeux 2024, le label des territoires de Paris 2024 et accueillera le passage du Relais de la flamme sur son territoire.
Comme son nom moderne l'indique, les Alpes de Haute Provence (04), sont culturellement influencées à la fois par la culture historique provençale (olives, lavandes, garrigues, santons, Noël provençal, merveilles de mardi gras, etc.) par le Sud, et par la culture historique montagnarde Sud-alpine (génépi, myrtilles, champignons, etc.).
Théâtre, cinéma, concerts, sont accessibles dans les villes moyennes toute l'année, et l'été lors de festivals ou fêtes.
Le département des Alpes de Haute Provence (abrégé en "le 04") est d'autre part un territoire de forte culture sportive : ski, vtt, randonnée, etc.[évasif]

### Gastronomie
- Le boudin est traditionnellement cuit avec du poireau[30].
- Brouillade de truffes de Riez.
- Pattes à la main de Fours.
- Agneau de Sisteron.
- Vin de Pierrevert (AOC depuis 1997).
- Miel de lavande.
- Fromage de Banon.
- Génépi de la vallée de l'Ubaye.
- Pieds et paquets de Sisteron.
- Liqueurs Henri Bardouin de Forcalquier.
- Promenade Bas-Alpine.
- Tourton.
- Tarte des Alpes.

## Médias locaux

### Presse quotidienne
La Provence, le Dauphiné libéré et La Marseillaise ont tous trois une édition locale.

### Presse hebdomadaire
- Haute-Provence info.

### Presse gratuite
J'y vais Provence, revue bimestrielle gratuite d'informations culturelles et portraits d'artistes du département, créée par Véronique Basso, directrice de publication et Philippe Robert, webmestre de jyvais04.com (devenu jyvaisprovence.com), et diffusée à 4 000 exemplaires dans les mairies, les offices du tourisme et certains commerces.

### Radios locales
- Alpes 1, basée à Gap, Hautes-Alpes, émet sur les régions de Digne-les-Bains, Sisteron, Barcelonnette et d'Allos ;
- Durance FM, basée à Reillanne, émet sur les régions de Manosque, Digne-les-Bains et de Sisteron ;
- Fréquence Mistral, basée à Manosque, émet sur les régions de Manosque, Digne-les-Bains, Sisteron et Castellane ;
- Grimaldi FM, basée à Puget-Théniers (Alpes-Maritimes), émet sur les cantons d’Annot et d’Entrevaux ;
- Là la radio, basée à Gap, émet sur les régions d'Allos, Barcelonnette et de Colmars-les-Alpes ;
- Radio Oxygène, basée à Fréjus (Var), émet sur les régions de Barcelonnette et du Val d'Allos ;
- Radio Star, basée à Marseille (Bouches-du-Rhône), émet sur les régions de Manosque, Digne-les-Bains et de Sisteron ;
- Radio Verdon, basée à Saint-Julien-le-Montagnier (Var), émet sur les régions de Manosque et de Castellane ;
- Radio Zinzine, basée à Limans et financée par la coopérative Longo Maï, émet sur les régions de Manosque, Digne-les-Bains, Sisteron et de Forcalquier ;
- France Bleu Provence, basée à Aix-en-Provence, émet dans le Val-de-Durance (de Manosque à Sisteron), sur les régions de Digne-les-Bains, du plateau de Valensole et du bas-Verdon.

### Télévision locale
- Télé Locale Provence (TLP) était accessible sur la TNT, sur la région de Manosque et Val de Durance, par satellite ou internet, sur Avignon et sa région. Elle a arrêté d'émettre le 25 juin 2013.
- En mai 2018, DICI TV, la chaîne également des Hautes-Alpes où est situé le siège, a commencé à émettre dans les Alpes de Haute-Provence couvrant le secteur de Manosque, jusque dans le val d'Allos mais aussi dans le pays de Forcalquier et le Verdon.

### Site Internet
- Verdon Info : site d'information sur le secteur du Pays A3 V (arrondissement de Castellane).

## Transports

### Le réseau routier
Beaucoup d'axes routiers des Alpes-de-Haute-Provence sont étroits et sinueux en raison du relief. Ces contraintes naturelles rendent l'accès à certaines parties du département assez difficile, surtout en hiver, et principalement les communes des arrondissements de Barcelonnette et de Castellane. Elles sont de ce fait assez isolées du reste du département et de la région.
La route nationale 85 entre Digne-les-Bains et Castellane traverse plusieurs clues dont celle de Taulanne, extrêmement étroite.

### Le réseau ferroviaire
Les lignes de chemin de fer du département des Alpes de Haute-Provence se répartissent en :
- une ligne de la Société des Chemins de fer de Provence (connue sous le nom de Train des Pignes) :
  - la ligne Nice - Digne ;
- deux lignes de la SNCF :
  - la ligne Lyon-Perrache - Marseille-Saint-Charles (via Grenoble) ;
  - la ligne Saint-Auban - Digne (service assuré par autocars) aujourd’hui désaffectée, qui faisait la liaison entre les deux précédentes. Un projet de réouverture est en cours d'étude et figurait dans le contrat de plan État-Région.

Cette situation place Digne dans la liste des préfectures non ou mal desservies par le rail. La gare la plus proche, offrant des liaisons rapides et régulières par le rail avec d'autres gares (Gap, Aix-en-Provence, Aix-en-Provence TGV, Marseille) est celle de Manosque.
Le service ferroviaire se limite à quelques allers-retours par jour entre Marseille Saint Charles, Veynes-Devoluy, Gap et Briançon, additionné en heures de pointe de relations de banlieue prolongées depuis Marseille et Aix-en-Provence Ville vers Sisteron.
Plusieurs lignes ont été abandonnées :
- la ligne Volx - Forcalquier, déposée ;
- la ligne Volx - Cavaillon, déposée ;
- la ligne Chorges - Barcelonnette, restée inachevée.

La topographie des Alpes-de-Haute-Provence et les conditions de circulation sur le réseau routier rendent difficile l'accès à une gare pour de nombreux habitants du département.

## Quelques personnages célèbres en rapport avec les Alpes-de-Haute-Provence
| Scientifiques |
| --- |
| - Pierre Gassendi (1592 à Champtercier - 1655), mathématicien, philosophe, théologien et astronome. - Jean Solome (1674 - 1752), historien de Moustiers-Sainte-Marie. - Le prieur Laurensi (1719 - 1808), historien. - Jean Marc Gaspard Itard (1774 à Oraison - 1838), médecin célèbre pour son travail sur le cas de l’enfant sauvage, Victor de l'Aveyron, et pionnier de l’oto-rhino-laryngologie. - Jean Aimé Édouard de Laplane (1774 - 1870), historien de Sisteron. - Simon-Jude Honnorat (1783 à Allos - 1852), médecin, naturaliste, linguiste régional - Elzéard Gras-Bourget (1788 - 1860) Juge d'instruction et historien. - L'abbé Jean-Joseph-Maxime Feraud (1810 à Riez - 1897), historien - Alphonse Eugène Beau dit Beau de Rochas, (1815 à Digne-les-Bains - 1893) ingénieur thermodynamicien, inventeur du moteur à quatre temps, et du moteur à réaction. - Docteur Antoine Ollivier (1823 -… ), docteur en médecine et archéologue de l'Ubaye. - Jean-Esprit Pellissier (1831 à Allos - 1905), historien. - François Arnaud (1843 - 1908), alpiniste, homme politique, notaire, géographe et linguiste de l'Ubaye. - Raymond Collier (1921 - 2000), directeur des Archives départementales des Alpes-de-Haute-Provence. - Lucienne Roubin (1924 dans le Haut Verdon - 1999), sociologue et historienne. - Pierre-Gilles de Gennes (1932 - 2007), prix de Nobel de physique en 1991. Passa son enfance à Barcelonnette. |

| Artistes |
| --- |
| Peintres - Eugène Martel (1869 à Revest-du-Bion - 1947) - Raoul Dufy (1877 - 1953 à Forcalquier) - Louis Frégier (1929 à Marseille - 2014 à Manosque) - Serge Fiorio (1911 - 2011), né en Suisse, mort à Viens, dans le Vaucluse, il s'installe dans les Alpes-de-Haute-Provence en 1947. - Paul Martin (1830 - 1903) et son fils Étienne Martin (1856 - 1945). Peintres naturalistes et botanistes. Chanteurs / Musiciens - Albertet de Sisteron (1194 - 1221), troubadour - Damien Saez (1977) Autres - Joseph Olérys, faïencier du XVIIIe siècle - Jean Daviot (1962 à Digne-les-Bains), artiste plasticien - Bernar Venet (1941 à Château-Arnoux-Saint-Auban), artiste plasticien Personnage de fiction - Commissaire Laviolette, le commissaire de la Série "Commissaire Laviolette" de Pierre Magnan - Elzéard Bouffier, le berger de L'Homme qui plantait des arbres de Jean Giono |

| Autres personnages historiques |
| --- |
| Militaires - Joseph de Richery (1757 à Allons - 1798 Éoulx) Contre-amiral qui s’est particulièrement distingué durant les guerres de la Révolution. - Pierre Charles Silvestre de Villeneuve (1763 à Valensole - 1806), amiral de la flotte française à la bataille de Trafalgar. - Louis Alexis Desmichels (1779 à Digne - 1845), officier du Premier Empire, général. - Paul Touvier (1915 à Saint-Vincent-sur-Jabron - 1996), chef de la Milice lyonnaise, premier Français condamné pour crimes contre l'humanité. - Bruno Dary (1952 à Barcelonnette), gouverneur militaire de Paris. - Denis Mercier (1959 à Barcelonnette), Commandement allié Transformation. Politiques et financiers - Jacques-Antoine Manuel (1775 à Barcelonnette - 1827), député sous la Restauration. - Hippolyte Fortoul (1811 à Digne - 1856), ministre de l'Instruction publique sous le Second Empire. - Les Frères Arnaud à l'origine du mouvement d'émigration des Ubayens au Mexique et en Louisiane au XIXe et début du XXe siècle - André Honnorat (1868 - 1950), originaire d'Allos et de Barcelonnette, ministre de l'Instruction publique et des Beaux-Arts en 1920. - Paul Reynaud (1878 à Barcelonnette - 1966), ancien président du Conseil (1940). - Henri Laugier (1888 à Mane - 1973), secrétaire général adjoint de l'ONU. |

| Sportifs |
| --- |
| Pilotes - Jean Rolland, (1935 à Digne - 1967), pilote automobile. - Jean-Michel Bayle (1969 à Manosque), champion de motocross. - Mickaël Maschio (1973 à Digne), pilote de motocross français. - Sébastien Ogier (1983 à Gap), champion de rallye en WRC. - Antoine Méo (1984 à Digne), pilote de motocross. Footballeurs - René Gallice, (1919 à Forcalquier - 1999), ancien joueur de football professionnel. - Alain Boghossian (1970 à Digne), ancien joueur de football professionnel, champion du monde en 1998, sélectionneur adjoint de l'équipe de France de football de 2008 à 2011, consultant football sur Eurosport puis au sein du groupe M6. Skieurs - Honoré Bonnet (1919 - 2005) entraîneur de l'équipe française de ski aux Jeux olympiques de 1968. - Carole Merle (1964 au Sauze), skieuse française la plus titrée de l'histoire de la Coupe du monde. Cyclistes - Edouard Fachleitner, (1921 - 2008), coureur cycliste dit le Berger de Manosque. - Julien El Fares (1985 à Manosque), coureur cycliste. Rugbyman - Grégory Bernard, (1984 à Digne), deuxième ligne de Auch. |

| Philosophes, poètes, écrivains |
| --- |
| - Alphonse Rabbe (1786 à Riez - 1830), poète romantique en prose, l’Album d'un pessimiste. - Paul Arène (1843 à Sisteron - 1896) écrivain et poète. - Lazarine Nègre (1848 - 1899), poétesse de Manosque, membre du Félibrige. - Élémir Bourges, (1852 Manosque - 1925), romancier, membre de l'Académie Goncourt. - Alexandra David-Néel (1868 - 1969), exploratrice et écrivain franco-belge, résidente de Digne de 1926 jusqu'à sa mort en 1969. - Germaine Waton de Ferry (1885 à Riez - 1956), poétesse, membre du Félibrige. - Alexandre Arnoux (1884 - 1973), romancier dramaturge. - Maria Borrély (1890 à Puimoisson - 1963), romancière. - Régis Messac (1893 - 1945), écrivain. - Jean Giono (1895 à Manosque - 1970), écrivain. - Jean Proal (1904 à Seyne-les-Alpes - 1969), écrivain. - Pierre Magnan (1922 à Manosque - 2012), écrivain. - Cécile Sauvage (1883 - 1927), poétesse, a vécu à Digne. - Félicien Champsaur (1858 à Turriers - 1934), écrivain. - Pierre Martel (1923-2001), fondateur des Alpes de Lumière - Pierre Bottero (1964 à Barcelonnette - 2009), écrivain - Aimé Michel (1919 - 1992), philosophe, écrivain et ufologue. Il est né, a vécu et est mort à Saint-Vincent-les-Forts. |

| Divers |
| --- |
| Religieux - Tulle de Manosque (? - 430), fille d'Eucher de Lyon - Fauste de Riez (408 - 495), évêque et théologien du libre-arbitre - Mayeul de Cluny (906 à Valensole - 994). Quatrième abbé de Cluny. - Jean de Matha (1160 à Faucon-de-Barcelonnette - 1215), prêtre fondateur de l’ordre de la très sainte Trinité pour la rédemption des captifs prisonniers des Sarrasins. - Jacques Chastan (1803 à Marcoux - 1839), prêtre des Missions étrangères. Fait divers - Jack Cecil Drummond (1891 - 1952), assassiné à Lurs, avec sa femme et sa fille, ce qui déclencha l'affaire Dominici. Autre - La famille des Simiane, celle des Agoult et celle de Pontevès, noblesse de Provence. |

## Sociétés savantes, associations
- Société scientifique et littéraire des Alpes-de-Haute-Provence, fondée en 1878 par l'abbé Jean-Joseph-Maxime Feraud.
- Alpes de Lumière, association sans but lucratif fondée en 1953 par Pierre Martel et reconnue d'utilité publique.
- Proserpine[31], association sans but lucratif fondée en 1993 dans le but de connaitre et protéger les papillons de Haute-Provence. Gère le jardin des Papillons (insectes en liberté) à Digne-les-Bains.
- Sabença de la Valeia est une société savante de la vallée de l'Ubaye, elle recherche, étudie et diffuse tout ce qui concerne la vallée.

## Films et téléfilms tournés dans le département
- 1925 : Les Misérables de Henri Fescourt avec Gabriel Gabrio
- 1934 : Les Misérables de Raymond Bernard avec Harry Baur
- 1953 : La Route Napoléon de Jean Delannoy avec Pierre Fresnay
- 1958 : L'Eau vive de François Villiers avec Pascale Audret
- 1960 : Crésus de Jean Giono avec Fernandel
- 1970 : La Maison des bories de Jacques Doniol-Valcroze avec Marie Dubois, Maurice Garrel, Mathieu Carrière, Marie-Véronique Maurin
- 1973 : L'Affaire Dominici de Claude Bernard-Aubert avec Jean Gabin, Victor Lanoux, Gérard Darrieu
- 1981 : Les Babas-cool de François Leterrier avec Christian Clavier, Marie-Anne Chazel, Anémone
- 1988 : La Maison assassinée de Georges Lautner avec Patrick Bruel
- 1989 : Après la guerre de Jean-Loup Hubert avec Richard Bohringer
- 1995 : Le Hussard sur le toit de Jean-Paul Rappeneau avec Juliette Binoche, Olivier Martinez, François Cluzet
- 2003 : L'Affaire Dominici de Pierre Boutron avec Michel Serrault, Michel Blanc
- 2006 : Les Courriers de la mort de Philomène Esposito avec Victor Lanoux
- 2007 : C'est mieux la vie quand on est grand de Luc Béraud avec Daniel Russo
- 2010 : Le Sang des Atrides de Bruno Gantillon avec Victor Lanoux
- 2011 : Le Tombeau d'Hélios de Bruno Gantillon avec Victor Lanoux, Féodor Atkine
- 2012 : Le Secret des andrônes de Bruno Gantillon avec Victor Lanoux